# 森信人
森 信人（もり のぶひと）は、日本の海岸工学者。京都大学防災研究所副所長、横浜国立大学台風科学技術研究センター副センター長、文部科学省技術参与。

## 人物・経歴
岐阜県郡上八幡出身。1987年岐阜県立郡上高等学校卒業。1991年岐阜大学工学部土木工学科卒業。1993年岐阜大学大学院工学研究科修士課程土木工学専攻修了、修士（工学）、日本学術振興会特別研究員。1995年デラウェア大学応用海岸研究センター客員研究員。1996年岐阜大学大学院工学研究科博士後期課程生産開発システム工学専攻修了、博士（工学）、電力中央研究所流体科学部（旧水理部） 主任研究員。2001年テキサスA&M大学土木工学科客員講師。2004年大阪市立大学大学院工学研究科都市系専攻講師。2008年京都大学防災研究所大気・水研究グループ沿岸災害研究分野准教授、京都大学大学院工学研究科社会基盤工学専攻海岸防災工学分野（連携講座）。2018年同教授。2020年スウォンジー大学名誉教授、文部科学省技術参与（環境エネルギー科学技術研究担当）。2021年京都大学防災研究所副所長、横浜国立大学先端科学高等研究院客員教授、横浜国立大学台風科学技術研究センター副センター長。2022年広島大学大学院先端理工学系科学研究科客員教授。

## 受賞
- 1996年 土木学会中部支部優秀研究発表賞[3]
- 1999年 土木学会全国大会次学術講演会優秀講演賞[3]
- 2012年 科学技術分野の文部科学大臣表彰（科学技術振興部門）[3]
- 2012年 土木学会海岸工学委員会海岸工学論文賞[3]
- 2014年 日本港湾協会論文賞[3]
- 2014年 Ocean Modelling 特別査読者賞[3]
- 2015年 Hydrological Research Letters 最多引用賞[3]
- 2015年 Coastal Engineering Journal 最多引用賞[3]
- 2018年 Frontiers, Frontiers Spotlight Award Bronze Prize[3]
- 2018年 土木学会海岸工学委員会海岸工学論文賞[3]
- 2018年 土木学会海岸工学委員会海岸工学論文賞[3]
- 2020年 国土交通省近畿地方整備局長表彰海の日海事功労者（発明・考案・改良・研究の功労）[3]
- 2021年 地盤工学会論文賞（英文部門）[3]
- 2021年 日本気象学会岸保・立平賞[3]